# Xã Rochester, Quận Sangamon, Illinois
Xã Rochester (tiếng Anh: Rochester Township) là một xã thuộc quận Sangamon, tiểu bang Illinois, Hoa Kỳ. Năm 2010, dân số của xã này là 5.361 người.